# Leptomastix subfasciata
Leptomastix subfasciata is een vliesvleugelig insect uit de familie Encyrtidae. De wetenschappelijke naam is voor het eerst geldig gepubliceerd in 1971 door Szelényi.